# Каланчак (Измаилски район)
Каланчак или Дермендере (на украински: Каланчак) е село в Южна Украйна, Одеска област, Измаилски район. Заема площ от 2,25 км2.

## География
Селото се намира в историческата област Буджак (Южна Бесарабия). Разположено е северно от Измаил и Кайраклия (Лошчиновка) и югозападно от Ташбунар (Каменка).

## История
Селото е основано към 1829 година като колония на преселници от Дермендере, Сливенско. През 1830 година, когато на мястото пристигат нови преселници от българските земи, сред които е и войводата Генчо Къргов, те заварват само семейството на Иван от Дермендере. Според спомените на Генчо Къргов по това време първоначалните заселници са напуснали мястото. Около колибата на Иван започва да се изгражда новото село. Според данни от 1834 година  Дермендере има 396 жители, от които 95 са колонисти, пристигнали в Бесарабия преди Руско-турската война от 1828-1829 г., 301 души - след нея. Местната църква е изградена през 1835 година.

В 1852 година Дермендере, което е част от Измаилски окръг, наброява 737 жители, притежаващи 225 коня, 485 вола, 348 крави. В началото на 50-те години на XIX век в селото има 119 къщи и 13 вятърни мелници. В Дермендере функционира училище, в което се преподава по Ланкастерския метод. Михаил Греков описва селото по следния начин:
| „ | Селото Дермендере по онова време беше доста голямо. То беше планирано, имаше четири правилни улици, на които селските къщи бяха съзидани правилно и равномерно една от друга. Него разхубавяваха прекрасните общински постройки: църква, училище, общинско управление, общински хамбар. | “ |

След поражението на Русия в Кримската война селото става част от Молдова и остава в границите на Румъния до 1879 година. Към началото на март 1857 година, когато молдовските власти заемат Южна Бесарабия, Дермендере има 739 жители - 403 мъже и 336 жени. През 1861-1862 година 1852 жители на Дермендере се включват в преселническото движение на бесарабските българи от Румъния в Русия и основават в Таврия две едноименни села, преименувани впоследствие на Цареводаровка и Строгановка.
В периода 1878-1918 година селото отново е в пределите на Русия. В началото на ХХ век Дермендеры има  1183 жители, притежаващи 4075 десетини земя.
През 1918-1940 и 1941-1944 година Дермендере е в границите на Кралство Румъния. Според преброяването от 1930 година общият брой на жителите е 1472 души, от които 1071 българи, 314 руснаци, 65 украинци, 17 румънци,  5 евреи.

## Население
Населението на селото възлиза на 1208 души(2001). Гъстотата е 536,89 души/км2. По-голяма част от жителите са бесарабски българи.
Демографско развитие:
- 1852 - 737 души
- 1930 – 1472 души
- 1940 – 2026 души
- 2001 – 1208 души

### Езици
Численост и дял на населението по роден език, според преброяването на населението през 2001 г.:
| Роден език | Численост | Дял (в %) |
| Общо       | 1208      | 100.00    |
| Български  | 904       | 74.83     |
| Руски      | 271       | 22.43     |
| Украински  | 30        | 2.48      |
| Молдовски  | 2         | 0.16      |
| Други      | 1         | 0.08      |

## Личности
- Михаил Греков (1847-1922), български революционер и публицист